# Menace (groupe)
Pour les articles homonymes, voir Menace.
Menace est un groupe de punk rock et oi! britannique, originaire d'Islington, à Londres, dans le quartier d'Islington. Il est considéré par la presse spécialisée comme le ou l'un des meilleurs groupes punk anglais,.

## Biographie
Au cours de l'été 1976, Morgan Webster réussit à convaincre trois anciens camarades de classe, qui ont tous fréquentés l'école catholique St. William of York (tout comme Johnny Rotten), de former un groupe de punk rock. Morgan Webster se met au chant, Steve Tannet à la guitare, Charlie Casey à la basse et Noel Martin à la batterie. Le jeune groupe commence à répéter d'arrache-pied dans les sous-sols de l'Hope and Anchor, le pub qu'ils fréquentent assidument. Le groupe d'Islington qui joue un street punk efficace attire un public réunissant punks et skinheads sans créer de bagarres, ce qui est rare à l'époque. Les paroles des chansons du groupe touchent particulièrement les jeunes issus de la classe ouvrière, car ils dénoncent les inégalités sociales mais surtout portent un regard pessimiste sur la crise économique que subit l'Angleterre. En ceci, Menace peut être considéré comme l'un des tout premiers groupes oi!. À cette période, le fanzine Sniffin' Glue déclare Menace comme « le meilleur groupe punk anglais. »
Le 27 mai 1977, Menace parvient à jouer au Roxy Club où ils sont repérés par Kim Turner (futur manager de Sting) qui travaille à l'époque pour Illegal Records, le label de Miles Copeland. Menace entre en studio pour enregistrer deux morceaux qui vont sortir sur le 45 tours, Screwed Up. En 1978, ils sortent deux autres 45 tours, d'abord I Need Nothing, puis G.L.C, qui est un brulot contre la Mairie de Londres souhaitant alors interdire tous les concerts punks. Le disque est banni par les radios, tandis que les médias se méfient de ce groupe au public peu fréquentable. Lâchés par Illegal Records, Menace va sortir deux derniers 45 tours, avant de se séparer en 1979. Noel Martin, Steve Tannett, et Charlie Casey partent rejoindre le chanteur Vermillion, avec lequel ils forment Vermillion and the Aces.
Le groupe fait son retour officie lors d'un concert au Holidays in the Sun en 1997. En novembre 1999, Menace se reforme autour de deux membres originaux : Charlie Casey et Noel Marin rejoints par John Lacey au chant et Andrew Tweedy à la guitare. Dès lors, Menace enregistre et publie deux nouveaux EP, Society Still Insane et C&A en 2000. Ils suivent de l'album live Live in Bermondsey (le 6 juin 2000 au label Vinyl Japan) et leur premier album studio, Crisis (le 31 juillet 2001). Ce dernier est enregistré aux Rough Studios et Alison Wunsch's Gaff Rough Studios. Leur deuxième album, Rogues Gallery, avec leur nouveau chanteur Oddy et guitariste Uncle Albert, est publié en 2004. En 2005, le groupe édite The Punk Singles Collection, une compilation de chansons inédites enregistrées en 1977
En avril 2014, le groupe est annoncé aux Katacombes de Montréal, au Québec.

## Membres
- Noel Martin - chant
- Simon Edwards - batterie
- Pete Bradshaw - guitare
- Dave Jenkins - basse

## Discographie
- 2000 : Live in Bermondsey (album live)
- 2001 : Crisis
- 2001 : Postcards from London (album live)
- 2004 : Rogues' Gallery
- 2005 : G.L.C.: The Menace Final Vinyl (vinyle)
- 2006 : London Stories
- 2011 : Too Many Punks Are Dead
- 2018 : Social Insecurity
- 2022 : Test Of Time